# (32070) Michaelretchin
(32070) Michaelretchin est un astéroïde de la ceinture principale.

## Description
(32070) Michaelretchin est un astéroïde de la ceinture principale. Il fut découvert le 7 mai 2000 à Socorro (Nouveau-Mexique) par le projet LINEAR. Il présente une orbite caractérisée par un demi-grand axe de 2,26 UA, une excentricité de 0,14 et une inclinaison de 4,6° par rapport à l'écliptique.

## Compléments